# Genes & Development
Genes & Development (ook Genes and development) is een internationaal, aan collegiale toetsing onderworpen wetenschappelijk tijdschrift op het gebied van de celbiologie, ontwikkelingsbiologie en genetica. De naam wordt in literatuurverwijzingen meestal afgekort tot Gene. Dev. Het wordt uitgegeven door Cold Spring Harbor Laboratory Press en verschijnt 24 keer per jaar. Het eerste nummer verscheen in 1987.